# Rathaus Einswarden
Das ehemalige Rathaus Einswarden, An den Wurten 37, neben der Grundschule Einswarden, im niedersächsischen Nordenham-Einswarden im Landkreis Wesermarsch stammt als Gemeindehaus vom Anfang des 20. Jahrhunderts.

Aktuell (2024) wird es als Praxis und Gemeindehaus der evangelischen Kirche genutzt.
Das Gebäude steht unter Denkmalschutz (siehe auch Liste der Baudenkmale in Nordenham).

## Beschreibung
Die ländliche Bauerschaft Einswarden wurde durch die Ansiedlung der 1905 gegründeten Schiffswerft Frerichs AG als nunmehr Ortsteil industriell geprägt. Gemeindehaus, Bahnhof, Schulen und Geschäfte entstanden.
Das zweigeschossige achtachsige verputzte U-förmige Gebäude mit Satteldächern, dem zweigeschossigen mittleren Giebelrisalit mit einer Steinplatten-Fassade im EG und dem rundbogigen Portal sowie den gerahmten segmentbogigen Fenstern (EG) wurde als Gemeindehaus Einswarden durch die Gemeinde Blexen gebaut. 1961 kaufte die ev.-luth. Kirchengemeinde das Haus.
Das Landesdenkmalamt befand zur Bedeutung: „geschichtlich, städtebaulich“.